# Koninklijke Fanfare De Verenigde Vrienden Overmere
De Koninklijke Fanfare 'De Verenigde Vrienden' Overmere is een fanfareorkest uit Overmere, in de Belgische gemeente Berlare. De fanfare werd in 1864 opgericht en is vernoemd naar de toenmalige koormaatschappij die dezelfde naam droeg. De fanfare telt tegenwoordig 50 muzikanten, 15 drumbandleden en 10 leerlingen in de muziekschool.

## Geschiedenis
De fanfare is opgericht door een aantal bestuursleden van de toenmalige koormaatschappij met geld opgehaald bij de inwoners van Overmere. De eerste optocht van de fanfare vond plaats op 26 december 1864. Eind jaren 70 werd een trommel- en majorettenkorps opgericht. Later werd ook een leerlingenensemble opgericht.

### Fanfareorkest
In 1981 deed de fanfare voor de eerste keer mee aan een toernooi van de provincie Oost-Vlaanderen en werd toen geklasseerd in de derde afdeling. In 1985 promoveerde het orkest naar tweede afdeling. Het fanfareorkest klasseerde zich tijdens de provinciale muziektoernooien in 2011 opnieuw in tweede afdeling. Op 13 oktober 2013 behaalde het fanfareorkest tijdens de provinciale orkestwedstrijd, ingericht door Vlamo, de eerste plaats.

### Drumband
De drumband van Overmere werd opgericht in 1978. De groep heette toen 'het trommelkorps van Overmere'. De drumband treedt zelfstandig op en begeleidt muzikale parades. Traditioneel begeleidt de drumband het Sint-Sebastiaanschuttersgilde van Overmere tijdens hun jaarlijkse koningschieting.